# Подорож «Місячної тіні»
Подорож «Місячної тіні» — це науково-фентезійний роман Шона Макмуллена (англ. Sean McMullen), перший в циклі романів саги про Місячні світи.

## Сюжет
«Місячна тінь» — це невеликий корабель з яскравими вітрилами, беззбройний, розмір якого не дозволяє взяти великий вантаж та йому не потрібна великий екіпаж. Це шпигунський корабель який є примітивним підводним човном, адже здатний опускатися під воду та прокрадатися в порти, в нього складується мачта, а під рятувальною шлюпкою може дихати повітрям екіпаж.

### Екіпаж та пасажири корабля
Ферран — капітан судна, який має свою приховану історію та дуже любить жіноче товариство;
Ларон — останній вампір цього світу, який 700 років живе у тілі чотирнадцятирічного хлопця (навігатор, судовий лікар), шпигун. Вважає себе лицарем, оскільки «їсть» лише розбійників, бандитів, ґвалтівників та інших осіб, які йому не подобаються (наприклад чоловіків, які б"ють своїх жінок і дітей);
Роваль — воїн — чаклун, шпигун;
Веландер — жриця майже знищеної секти метрологів, ордену який не тільки зберігає старі знання, але систематично вивчає чаклунство, наприклад, для мистецтва;
Терикель — жриця майже знищеної секти метрологів;
Друскарль — євнух, колишній король одного з королівств.

### Світ
Світ є звичайним для фентезі з такими елементами як: королі та імператори, древні культи, континенти, нації, війни, магічні артефакти, чаклуни, середньовічні технології тощо. Навколо землі цього світу є деклька супутників, а у людей два серця. Світ з"єднаний з Землею магічним чином. За натяками Ларон — маг з середньовічної Землі, який попав цей світ.

### Розвиток сюжету
Мегаломанський імператор Варсовран цілеспрямовано шукає та знаходить древню магічну зброю під назвою «Срібна смерть», яка в неактивному стані нагадує кольчугу. Для активації її слід одягнути на людину та дати відповідну команду, при цьому вона також залічує будь-які рани людини. Варсовран не знав про це, тому одягнув цю зброю на себе, що омолодило його на 20 років, але зробило його тимчасовою маріонеткою вірного воєначальника Ральзака. Ральзак за допомогою «Срібної смерті» знищує одне з міст-держав Ларментел, яке заховалося за неприступними стінами (у разі команди на знищення «Срібна смерть» покидає тіло, яке вона використовує як манекен, та перетворюється на шар світла, який спалює вогнем все в радіусі милі, після цього ідуть наступні удари в цю точку, за геометричною прогресією (площа знищення збільшується вдвічі, в той час як інтервали між ударами зменшуються удвічі), а зупиняється вона лише, якщо коло вогню звідусіль буде оточене водою). Після цього Варсовран звільняється від лат «Срібної смерті» та залишає Ральзака продовжувати досліди з «Срібною смертю» на місці активації, а сам відбуває в столицю своєї держави.
Зробивши висновки після декількох випробувань Варсовран командує його флоту на чолі з вірним адміралом відплисти з континенту Тореа. Флот мав включати морських піхотинців та його сина. Дружину з якою в нього неоголошена війна (вона неодноразово намагалась його отруїти) він залишає в столиці, проте вона інкогніто рятується на одному з кораблів його флоту.
Екіпаж «Місячної тіні» подорожує узбережжям як прості торговці та збирає інформацію. Перебуваючи в одному з міст континенту Тореа вони стають свідком одного з ударів «Срібної смерті» та рятуються лише завдяки таємним функціям корабля-підводного човна та математичним здібностям Веландер — новоспеченої жриці таємного культу метрологів
Після останнього удару «Срібної смерті» континент перетворюється на мертву пустош, покриту скляною скоринкою плавленого піску та попелом.
Варсовран за допомогою свого флоту захоплює королівство Діомеди на сусідньому континенті, яке розташоване на перехресті торгівельних шляхів. Проте, його військо не знає, що він підозрював, що «Срібна смерть» знищить їх сім"ї на рідному континенті. Команда «Місячної тіні», яка є однією з фракцій, яка протистоїть Варсоврану також відстоює свої інтереси, хтось таємно хоче володіти «Срібною смертю», але більшість навпаки хочуть її знищити.
Королівство Діомеди, захоплене Варсовраном, перебуває під загрозою як від навколишніх країн, які не хочуть сильного конкурента на континенті так і могутньої країни, принцеса якої інкогніто перебуває в Діомеді. Принцеса Сентеррі, розважає себе і як вона думає свою родину листами про пригроди в окупованому місті. Але це призводить до того, що Варсоврану приходить ультиматум від її батьківщини звільнити принцесу, про яку він взнав лише з цього ультиматуму, проте він не може це зробити, оскільки принцеса зникла у невідомому напрямку (її продали в рабство).
Роман показує зміну як героїв так і їх статусу. Так, «Срібна смерть» «лікує» потужного вампіра Ларона назад у чотирнадцятилітнього підлітка, який змушений іти вчитися в магічну академію щоб отримати місце в новому житті та навчатися в Роваля прийомам самооборони від бандитів, яких він будучи вампіром вважав своїм «обідом», «сніданком» чи «вечерею». Терикель та Веландер борются за керівництво в секті метрологів. Ферран стає одним з володарів «Срібної смерті» та пробує розпочати своє володарювання Діомедою.
В романі окрім вже згаданого підводного човна фігурують інші винаходи, які аналогічні сучасним з використанням матеріалів та техніки середньовіччя, наприклад — герметичний комбінезон з охолодженим повітрям. При цьому світ просякнутий «ефіром». Так повідомлення можуть доставлятись магічним способом за допомогою риб чи птахів, а магія доступна кожному хоча б на рівні лікування подряпин.